# Фортуна
Фортуна (грч. Tykhe, лат. Fortuna) је римска богиња срећног случаја, изједначена са грчком Тихом.

## Митологија
Фортуна је била најнесталнија од свих богиња јер је била позната по томе да је своје дарове давала на слепо, и вероватно због тога је била веома цењена и поштована од људи. Римљани су се, не бирајући средства борили да стекну њену наклоност, и због тога су јој градили велики број храмова и кипова. Поштовали су је и јавно и приватно, јер је штитила и мушкарце и жене и децу.
Фортуна је била позната и као:
- Фортуна Патриција - Заштитница аристократа
- Фортуна Екуестри - Заштитница јахача
- Фортуна Плебеја - Заштитница народа

Као што је грчка богиња Тиха, тако је и Фортуна сматрана кћерком титана Океана, а у неким градовима су је поштовали и као прворођену кћер Јупитера.

### Култ Фортуне
Према предању, у Рим култ Фортуне је увео Сервије Тулије, који је, захваљујући њој, од роба доспео до краља. Он је био тај који је и подигао први храм у славу богиње Фортуне - 7. веку пре нове ере. Најпознатији храм је био на брежуљку Квириналу 82. век пре нове ере, где су је поштовали као заштитницу целог римског народа.
Фортуна је била посебно поштована од цара Августа, а раскошни храм је подигнут у Пренести, који је саграђен у славу Фортуне, сачуван је и до данашњих дана.
Када је главни град Римског царства постао град Константинополис, цар Константин је дао да се подигне посебан храм Фортуни у част.